# Zhurkamyrza Shukurbekov
Zhurkamyrza Shukurbekov (2 de enero de 2002) es un deportista kazajo que compite en judo adaptado. Ganó una medalla de bronce en los Juegos Paralímpicos de París 2024, en la categoría de +90 kg (clase J2).

## Palmarés internacional
| Juegos Paralímpicos | Juegos Paralímpicos | Juegos Paralímpicos | Juegos Paralímpicos |
| Año                 | Lugar               | Medalla             | Categoría           |
| ------------------- | ------------------- | ------------------- | ------------------- |
| 2024                | París (Francia)     | Medalla de bronce   | +90 kg J2           |